# Rioville
Rioville (conhecida originalmente por "Junction City" ) é uma cidade fantasma no Condado de Clark, estado de Nevada, nos Estados Unidos. Foi uma povoação fundada pelos  Mormons numa área pertencente ao estado do Nevada, na época pertencente ao território do Utah.Fica localizada no ponto onde o Rio Mudd desagua no Rio Virgin. Por volta da década de 1890 a povoação estava virtualmente abandonada. 